# Imre Vallyon

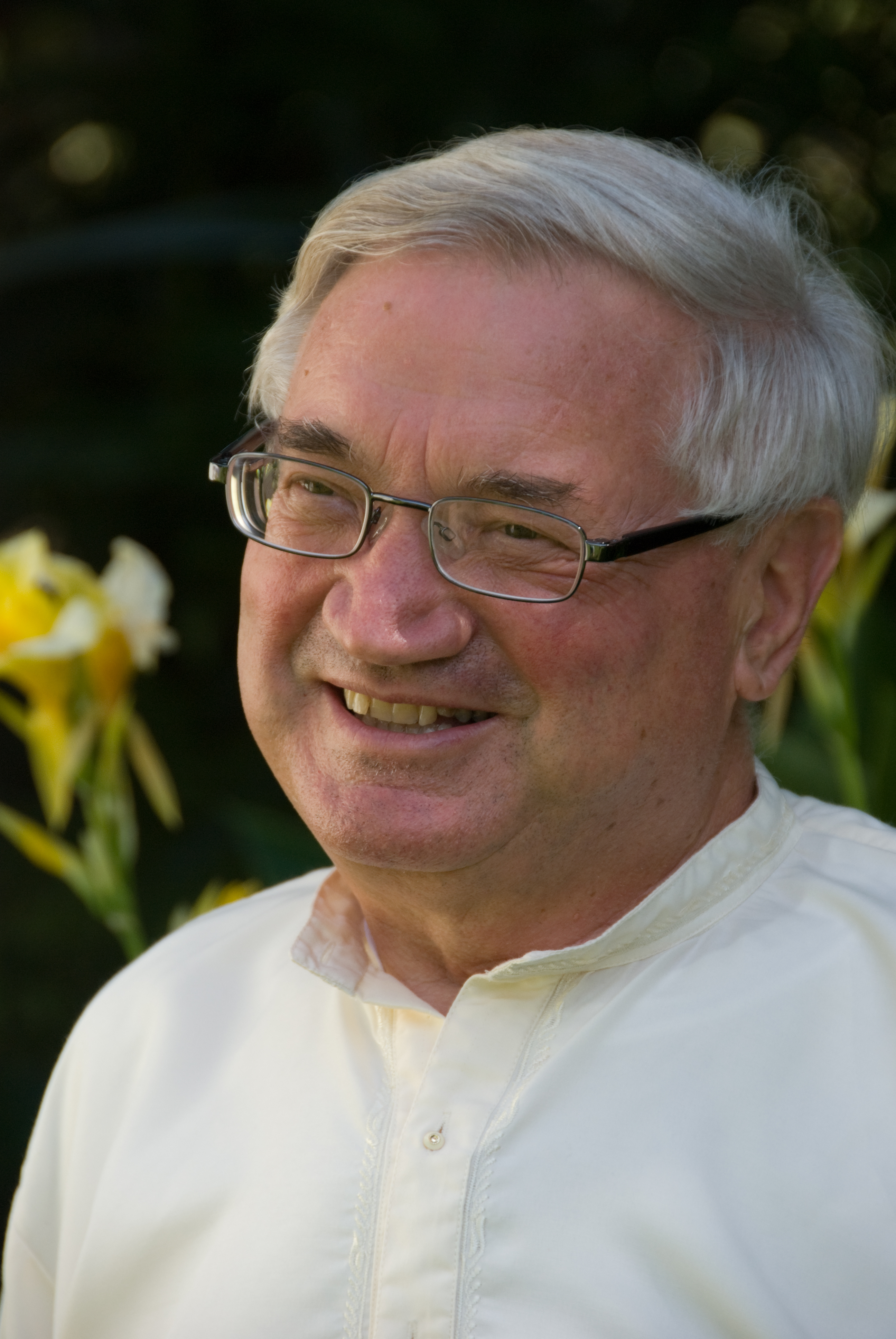
Imre Vallyon 2009

Imre George Vallyon (* 1940 in Budapest) ist ein ungarisch-neuseeländischer Autor. Er ist in Neuseeland ansässig, verfasst spirituelle Literatur und betätigt sich als spiritueller Lehrer. Er ist Gründer der „Foundation for Higher Learning“, einer internationalen spirituellen Schule. Sie besteht seit über 30 Jahren und will nach eigenen Angaben der Menschheit die Möglichkeit geben, sich in Gruppenarbeit spirituell weiterzuentwickeln. Weiter steht Vallyon als Direktor dem Verlag Sounding-Light Publishing vor, der 2006 gegründet wurde um „qualitativ hochwertige Bücher und Medien für die zu produzieren, die die Anziehungskraft universeller Weisheit und disziplinenübergreifenden Wissens fühlen.“
Vallyon ist Vollmitglied der „neuseeländischen Vereinigung der Autoren“. (New Zealand Society of Authors)

## Biographie
Im Jahr 1940 wurde Imre Vallyon in Budapest, Ungarn, geboren und emigrierte als Flüchtling im Alter von sechzehn Jahren nach Neuseeland. Seit 1980 widmet er sich mittels umfangreicher Schriften, Workshops und Retreats auf der ganzen Welt der Lehre spiritueller Wissenschaft. Seine Lehre umfasst Mantra-Yoga, Kabbalah, mystische Inhalte, Tantra etc. und weist große Schnittmengen mit der Theosophie nach Helena Blavatsky, Annie Besant und Charles W. Leadbeater auf. Seit dem Beginn seiner Lehrtätigkeit hat er mehrere hundert Meditationstechniken veröffentlicht.
Er gründete 1982 die „Foundation for Higher Learning“ (FHL), eine spirituelle Schule. Jene hat das Ziel, Menschen jeder Herkunft die Möglichkeit zu geben spirituell in einer Gruppenstruktur tätig zu sein. Seine Vorgehensweise weicht von traditionellen Lehrern von Spiritualität insofern ab, da diese einen restriktiveren Umgang mit Meditationstechniken und spirituellem Wissen pflegten.
2008 gewann er den Ashton Wylie Charitable Trust Book Award mit der vierbändigen Abhandlung „Heavens and Hells of the Mind“. Das Werk wurde von den Juroren als eine „bemerkenswerte und erschöpfende Arbeit über das menschliche Bewusstsein und die Weisheit der Zeitalter“ bezeichnet.
Der „Charitable Trust Book Award ist einer der größten Literaturpreise Neuseelands“ und wird vom „Ashton Wylie Charitable Trust“ in Zusammenarbeit mit der New Zealand Society of Authors für „Exzellenz im Genre Bewusstsein, Körper und Geist [Mind, Body and Spirit]“ vergeben.
Bis 2015 wurden über viertausend seiner Vorträge aufgezeichnet und stehen in Audio-, Video- und Buchform zur Verfügung. Seine Thematik ist spirituell pragmatischer Natur und darauf ausgerichtet, der Menschheit durch die Bereitstellung wirkungsvoller Meditationstechniken und fundierten Wissens zur Erkenntnis ihrer inneren Natur zu verhelfen.

## Auszeichnungen
- „Heavens and Hells of the Mind“, 2009 Gold Medal in the Enlightenment/Spirituality category of the Living Now Book Awards[5]
- „Heavens and Hells of the Mind“, 2008 Ashton Wylie Charitable Trust Book Award

## Veröffentlichungen

### Bücher
| Jahr | Titel                                                    | ISBN              | Sprache     |
| ---- | -------------------------------------------------------- | ----------------- | ----------- |
| 1990 | The Magical Mind                                         | 978-0-909038-11-3 | English     |
| 2005 | The Divine Plan                                          | 978-0-909038-53-3 | English     |
| 2005 | The Sedona Talks                                         | 978-0-909038-54-0 | English     |
| 2005 | Heart to Heart Talks                                     | 978-0-909038-55-7 | English     |
| 2007 | The Art of Meditation                                    | 978-0-909038-56-4 | English     |
| 2008 | Heavens and Hells of the Mind (Four volume boxed set)    | 978-0-909038-30-4 | English     |
| 2008 | Heavens and Hells of the Mind (Volume 1: Knowledge)      | 978-0-909038-31-1 | English     |
| 2008 | Heavens and Hells of the Mind (Volume 2: Tradition)      | 978-0-909038-32-8 | English     |
| 2008 | Heavens and Hells of the Mind (Volume 3: Transformation) | 978-0-909038-33-5 | English     |
| 2008 | Heavens and Hells of the Mind (Volume 4: Lexicon)        | 978-0-909038-34-2 | English     |
| 2009 | A Spirituális Harcos                                     | 978-0-909038-57-1 | Hungarian   |
| 2009 | Le Chemin du Guerrier Spirituel                          | 978-0-909038-58-8 | French      |
| 2010 | Les Conférences de Sedona                                | 978-0-909038-59-5 | French      |
| 2010 | l'Art de la Méditation                                   | 978-0-909038-60-1 | French      |
| 2010 | Planetary Transformation                                 | 978-0-909038-61-8 | English     |
| 2010 | Felkészülés az Új Korra                                  | 978-0-909038-62-5 | Hungarian   |
| 2011 | De Kunst van Meditatie                                   | 978-0-909038-63-2 | Netherlands |
| 2011 | The Warrior Code                                         | 978-0-909038-64-9 | English     |
| 2012 | The New Planetary Reality                                | 978-0-909038-65-6 | English     |
| 2012 | De Code van de Krijger                                   | 978-0-909038-66-3 | Netherlands |
| 2014 | The New Heaven & the New Earth                           | 978-0-909038-68-7 | English     |

### E-Books
| Jahr | Titel                                          | ISBN              | Sprache |
| ---- | ---------------------------------------------- | ----------------- | ------- |
| 2012 | The Spiritual Path Vol 1: Why Meditate?        | 978-0-909038-91-5 | English |
| 2012 | The Spiritual Path Vol 2: The Mystery of Death | 978-0-909038-92-2 | English |
| 2012 | The Spiritual Path Vol 3: The Coming Avatara   | 978-0-909038-93-9 | English |
| 2012 | The Spiritual Path Vol 4: Know Your Own Mind   | 978-0-909038-94-6 | English |
| 2013 | The Spiritual Path Vol 5: The Beatitudes       | 978-0-909038-95-3 | English |
| 2013 | The Spiritual Path Vol 6: Silence              | 978-0-909038-96-0 | English |
| 2013 | The Spiritual Path Vol 7: Karma                | 978-0-909038-97-7 | English |
| 2013 | The Spiritual Path Vol 8: Love and Wisdom      | 978-0-909038-98-4 | English |
| 2013 | Planetary Transformation                       | 978-0-909038-90-8 | English |
| 2013 | Peace of Mind                                  | 978-0-909038-89-2 | English |
| 2013 | The New Planetary Reality                      | 978-0-909038-88-5 | English |

### Musik
| Jahr | Titel                                                           | ISBN              |
| ---- | --------------------------------------------------------------- | ----------------- |
| 2006 | Chants of Illumination 1: Sanskrit Mantras to the Light         | 978-0-909038-73-1 |
| 2007 | Chants of Illumination 2: Sanskrit Mantras to the Divine Mother | 978-0-909038-74-8 |
| 2010 | Chants of Illumination 3: Sanskrit Mantras to the Heart         | 978-0-909038-75-5 |